# ドッグトゥース (航空)

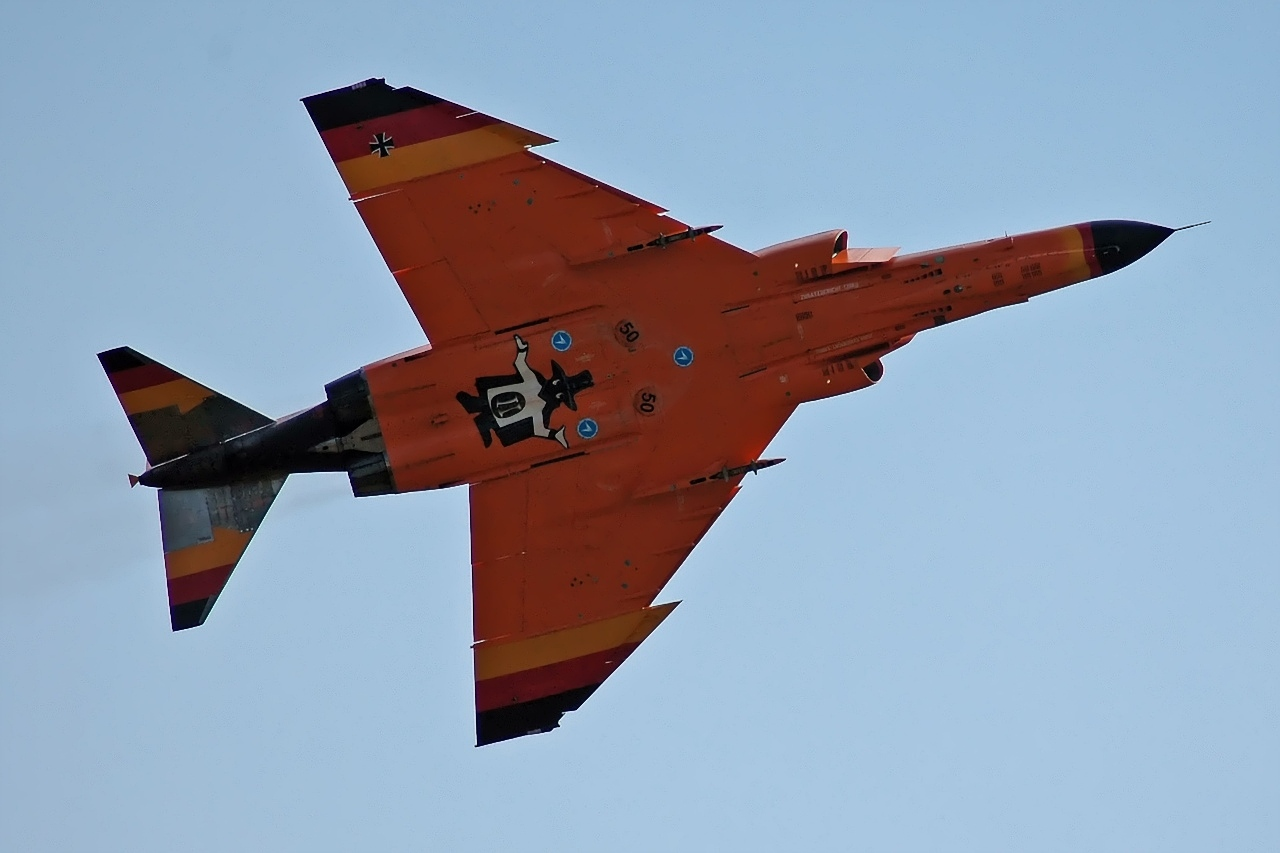
主翼前縁がギザギザ状のドッグトゥースであることがよく分かる

ドッグトゥース（Dogtooth）は、翼や水平尾翼の前縁部に顕著な切り込みがあるデザインである。

## 概要
飛行機の主翼は、機体水平軸に対してある角度（=迎角）をもって取り付けられており、前方から風を受けると翼の下面では気流は翼の抗力を受けながら流れる。
それに対し翼の上面を流れる気流はコアンダ効果によって翼に引き寄せられて沿って、下面の気流よりも速く流れることで負圧となる。下面の圧力は正圧であるため、この圧力差が揚力となる。
飛行中の機首上げなどで迎角が大きくなるほど揚力も大きくなるが、主翼上面の気流に速度のバラツキがみられるようになる。
そして、迎角がある範囲を超えると、上面の気流は翼表面に沿って流れることができなくなり剥離することで、渦を形成して揚力の発生が消え失速してしまう。
特に後退翼では気流が翼端に向かって流れて（=アウトフロー）、境界層が厚くなり翼の端に揚力が発生しなくなる。
翼端失速が起きると一気に主翼全体に失速域が拡がり、これが片翼で発生すると機体はスピンし、錐揉み状態となってコントロール不能に陥り、着陸に差しかかっていたら墜落、軍用機での空戦中なら被撃墜につながる。
翼端失速の対処として、スラットなどの高揚力装置、九六式艦上戦闘機や零式艦上戦闘機での主翼翼端の捻り下げなどあるが、MiG-15、MiG-17、それとF-86 セイバーでもF型の一部は、翼上面に境界層分離板（ダイバータ）を設置することでアウトフロー気流を整えて境界層剥離を減じ、揚力が増加することにより翼端失速が発生する空気抵抗を改善した。
そして、現在この目的で多くの高性能航空機が採用しているのが、翼の前縁の一部を突出させることで翼上側に機体と平行な右巻き又は左巻きの強い螺旋気流（渦）を発生させ、その渦が強力な風の仕切り板の如く機能してアウトフローを防止するドッグトゥース・デザインである。
ドッグトゥースは、ライト兄弟のフライヤーIVに最初に実装されたが、このデザインが使われている最も有名な例の幾つかはホーカー ハンターF.Mk.6やF.Mk.9、F-4 ファントムII、F-8 クルセイダー、F/A-18E/F スーパーホーネット、ミラージュF1、クフィルC2、サーブ 39 グリペン、アブロ・カナダ CF-105などの主翼であり、F-15 イーグルでは水平尾翼に用いられている。
なお、イングリッシュ・エレクトリック ライトニングの主翼に採用されている、翼前縁の一部に切り欠きを入れているソーカット・デザインも、ドッグトゥースと同様の効果が期待できる。